# Queensbury
La ville de Queensbury est le siège du comté de Warren, situé dans l'État de New York, aux États-Unis. Sa population au recensement de 2010 est de 27 901 habitants. Elle est devenue le siège du comté en 1963 par transfert de Lake George. Elle a été nommée en 1786 en l'honneur de la reine Charlotte, femme du roi George III. 